# Ленинский проспект (Донецк)
Ле́нинский проспект — проспект в Ленинском районе Донецка. Назван в честь Владимира Ильича Ленина.
Идёт от площади Коммунаров до южной границы города. До 1980-х годов Ленинский проспект имел другое направление. Он проходил от площади Коммунаров до улицы Олимпиева и далее шёл через частную застройку вдоль трамвайного маршрута № 8. К нему примыкала Ждановская улица, которая шла от ОЦКБ до южной границы города. Затем улица Жданова была расформирована и стала частью Ленинского проспекта, который изменил своё направление. Однако дома в частном секторе по маршруту 8-го трамвая остались приписаны к Ленинскому проспекту.
Ленинский проспект разделяет два района Донецка — Ленинский и Кировский. Кировский район находится к западу от проспекта, а Ленинский район к востоку от проспекта.
К проспекту примыкают следующие микрорайоны: «Южные склоны», «Солнечный», «Звёздный», «Мирный», «Голубой», «Широкий».

## На проспекте располагаются
- Цирк «Космос»
- Офис интернет-провайдера «Trinity» [1]
- Городская детская стоматологическая поликлиника
- Памятник жертвам холокоста
- Памятник жертвам фашизма
- супермаркет «Обжора»
- 33 школа
- магазин «Армения» (построен в рамках строительства в Донецке торговых комплексов, которые были посвящены одной из братских республик СССР)
- 45 школа
- ОЦКБ
- Храм Александра Невского
- Хореографическая школа № 1
- Мариупольская развилка
- Завод Киев-Конти
- Завод Nord
- супермаркет «Metro»

## Пересечения с другими улицами
Начиная от площади Коммунаров и заканчивая выездом из города, к Ленинскому проспекту примыкают, а также пересекают его следующие улицы:
- Стадионная улица
- улица Ивана Ткаченко
- улица Куйбышева
- улица Профессоров Богославскких
- улица Рослого
- улица Луговцова
- улица Олимпиева
- улица Воровского
- Нарпитовская улица
- улица Бардина
- улица Кирова
- Арктическая улица
- улица Савельева
- Магистральная улица
- Камчатская улица
- улица Суханова
- улица Тютчева
- улица Казановой
- Передовая улица
- Днепродзержинская улица
- Адонисовая улица
- улица Куприна
- Одесская улица
- улица Шутова

## Транспорт
В начале проспекта находится Южный автовокзал.
На Ленинском проспекте расположены следующие остановки городского транспорта Донецка:
- «Цирк»
- «Обжора»
- «улица Куйбышева»
- «ОЦКБ»
- «Южные склоны» (официально — «ул. Арктическая») — микроавтобусы: 25, 41, 42, 86; автобусы: 41, 42, 77.
- «Мариупольская развилка» (официально — «ул. Кирова». Интересно, что автобусы, следующие в центр города из Кировского и Петровского районов заходят на эту остановку, уже преодолев на своем маршруте существенную часть этой улицы и свернув с неё, собственно, на Ленинский проспект (кроме 77 маршрута). В обратном же направлении эта остановка для таких автобусов расположена на ул. Кирова и носит название «Ленинский проспект». Такое название можно было бы принять для маршрутов, которые пересекали бы в данном направлении по ул. Кирова Ленинский проспект, не сворачивая на него, но на сегодня таковых попросту не существует) — микроавтобусы: 25, 35-A, 35-Б, 73, 73-А, 73-Б, 41, 42, 86; автобусы: 35, 41, 42, 73-А, 77.
- «NORD» — микроавтобусы: 25, 35-A, 35-Б, 73, 73-А, 73-Б; автобусы: 35, 73-А, 77.
- «Мирный», «Солнечный», «Звёздный» — микроавтобусы: 25, 35, 35-Б, 57, 73, 73-А, 73-Б, 87; автобусы: 35, 73-А, 77; троллейбусы: 17, 20, 21.
- «Молокозавод» — микроавтобусы: 25, 35-A, 35-Б, 57, 73, 73-А, 73-Б, 87; автобусы: 35, 73-А; троллейбусы: 21.
- «Голубой» — микроавтобусы: 25, 35-A, 35-Б, 57, 73, 73-А, 73-Б, 87; автобусы: 35, 37, 73-А; троллейбусы: 21.
- «Metro» — микроавтобусы: 35-A, 35-Б, 57, 73, 73-А, 73-Б, 87, 25, 37; автобусы: 35, 37, 73-А; троллейбусы: 21.